# Кирханшёринг
Кирханшёринг (нем. Kirchanschöring) — община в Германии, в земле Бавария. 
Подчиняется административному округу Верхняя Бавария. Входит в состав района Траунштайн.  Население составляет 3144 человека (на 31 декабря 2010 года). Занимает площадь 25,23 км².